# Народный танец

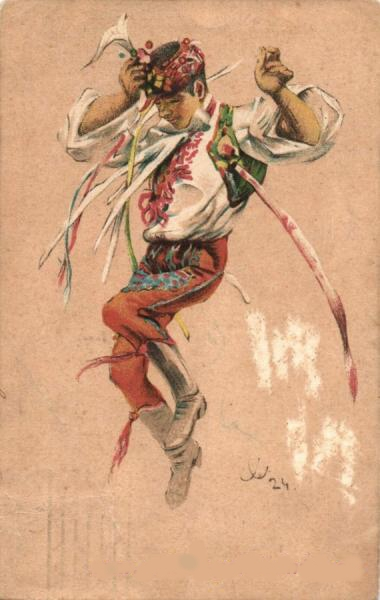
Йожа Упрка. Моравский танец

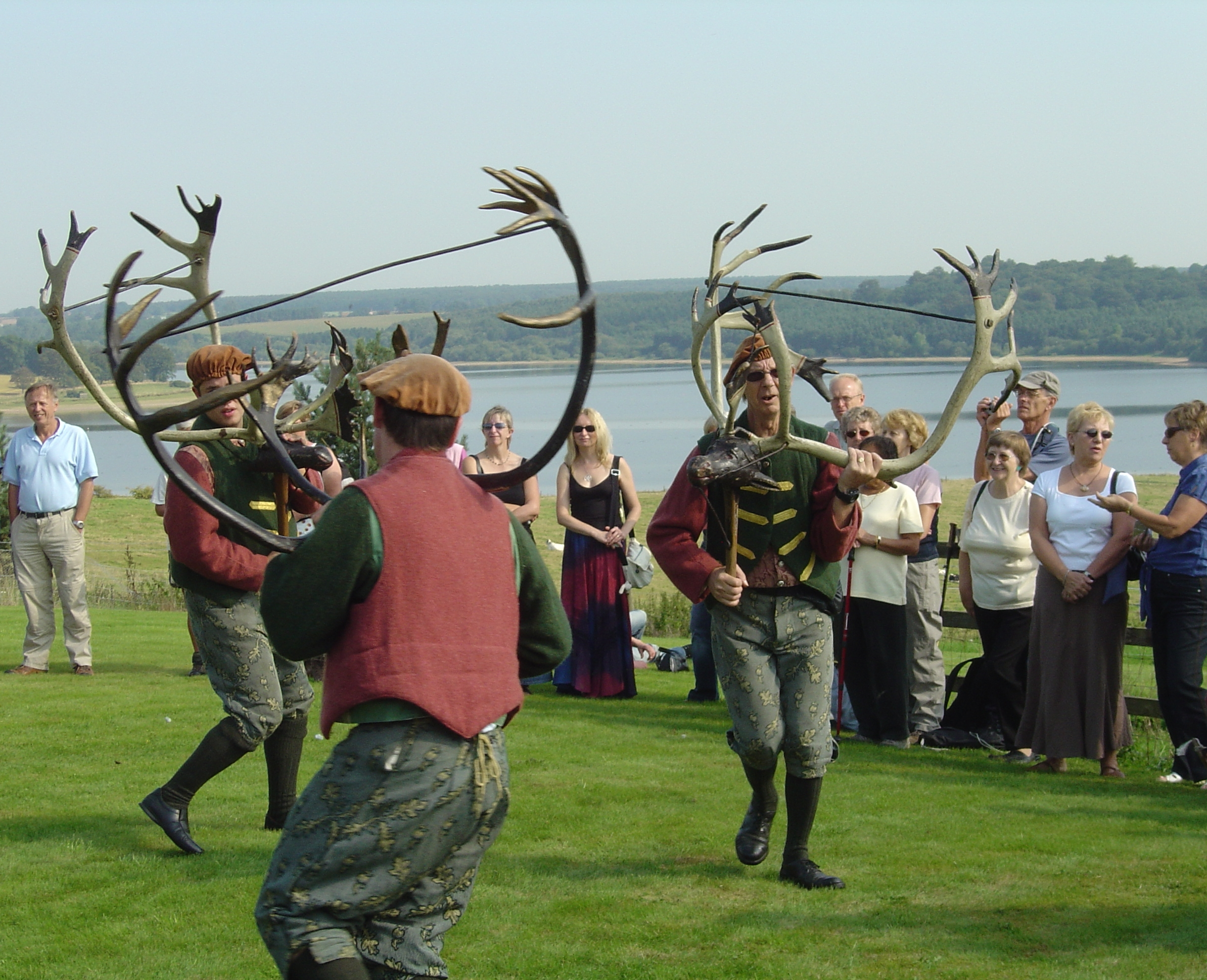
Английский «Танец с рогами»

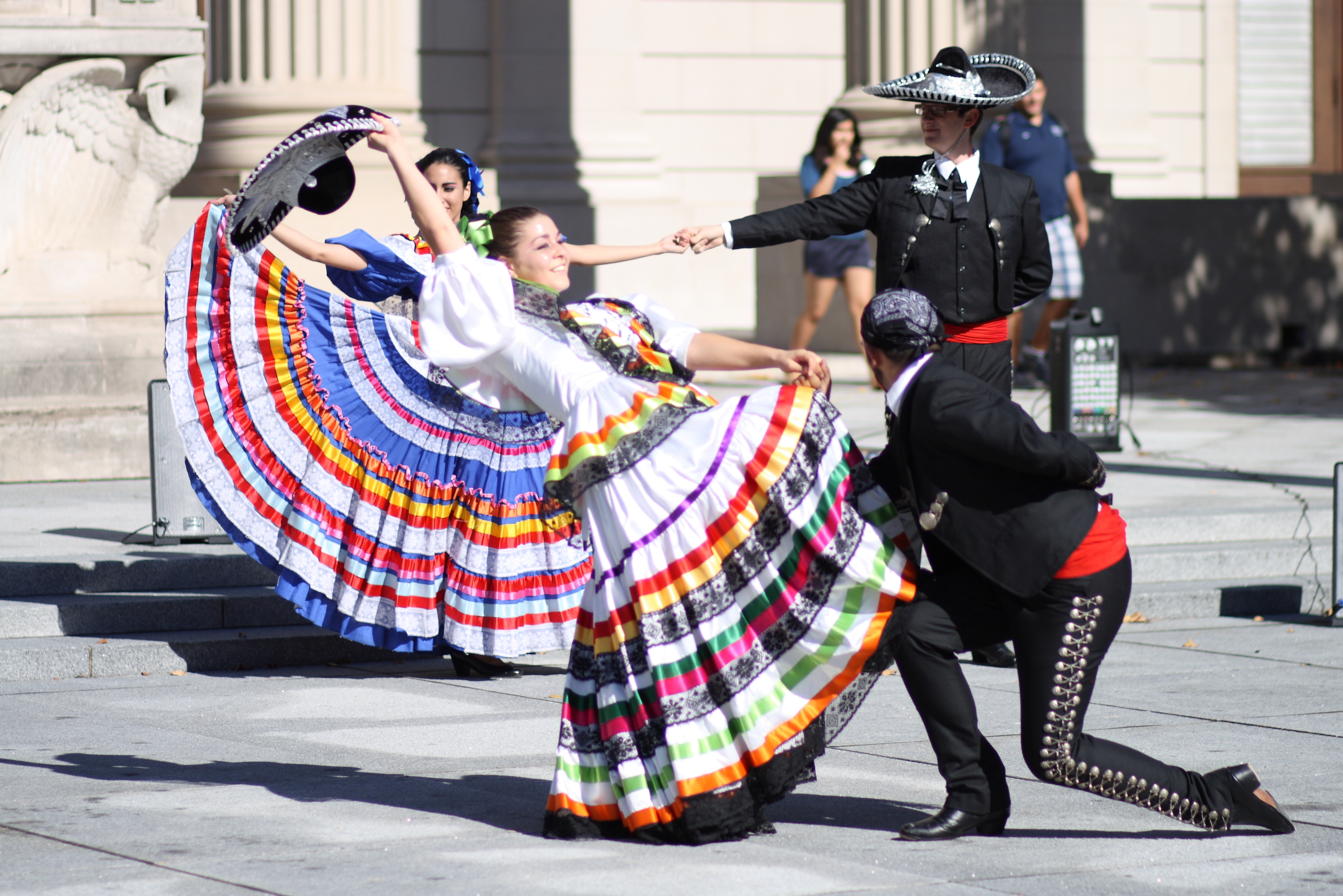
Мексиканский танец

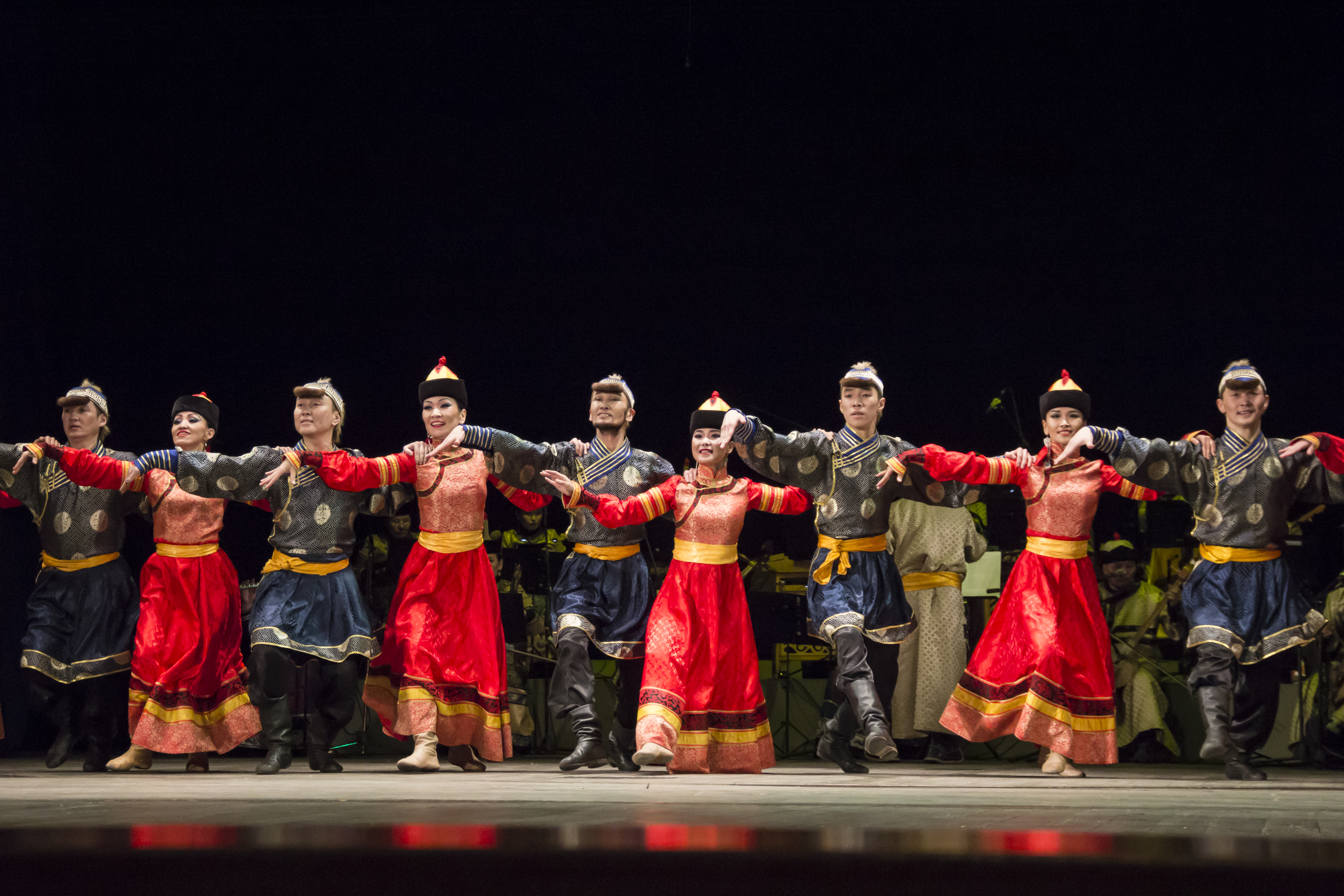
Ансамбль Республики Тыва «Саяны». Тувинский народный танец

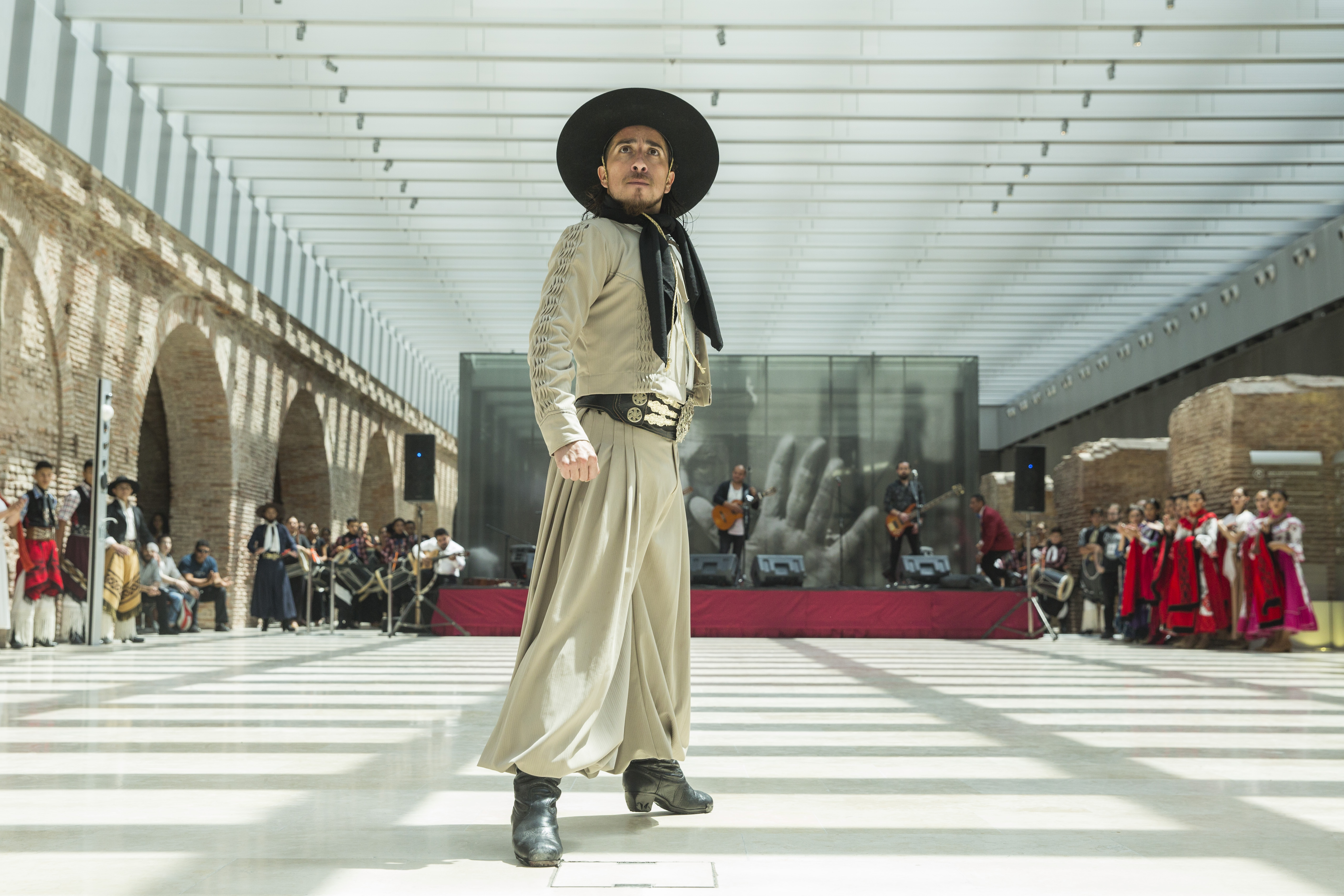
Маламбо, аргентинский народный танец

Народный танец — фольклорный бытовой танец, который исполняется в своей естественной среде и имеет определённые традиционные для данной местности движения, ритмы, костюмы и тому подобное. Фольклорный танец — стихийное проявление чувств, настроения, эмоций, выполняется в первую очередь для себя, а потом — для зрителя (общества, группы).

## Терминология
Термин «народный танец» иногда применяется к танцам, имеющим историческое значение в европейской культуре и истории. Для других культур термины «этнический танец» или «традиционный танец» иногда используются, хотя («традиционный танец») может включать в себя условия церемониального танца.
Ёмкую и лаконичную характеристику народным танцам дал Н. В. Гоголь в своих «Петербургских записках 1836 г.»: 

Посмотрите, народные танцы являются в разных углах мира: испанец пляшет не так, как швейцарец, шотландец, как теньеровский немец, русский не так, как француз, как азиатец. Даже в провинциях одного и того же государства изменяется танец. Северный русс не так пляшет, как малороссиянин, как славянин южный, как поляк, как финн: у одного танец говорящий, у другого бесчувственный; у одного бешеный, разгульный, у другого спокойный; у одного напряженный, тяжелый, у другого легкий, воздушный. Откуда родилось такое разнообразие танцев? Оно родилось из характера народа, его жизни и образа занятий. Народ, проведший горделивую и бранную жизнь, выражает ту же гордость в своем танце; у народа беспечного и вольного та же безграничная воля и поэтическое самозабвение отражаются в танцах; народ климата пламенного оставил в своем национальном танце ту же негу, страсть и ревность.
Есть целый ряд современных танцев, таких как хип-хоп, которые развиваются спонтанно, но термин «народный танец», как правило, не применяется к ним, вместо него используется термин «уличные танцы». Термин «народный танец» предназначен для танцев, которые в значительной степени связаны с традицией и зародились в те времена, когда существовали различия между танцами «простого народа» и танцами «высшего общества».
Термины «этнический танец» и «традиционный танец» используются, чтобы подчеркнуть культурные корни танца. В этом смысле почти все народные танцы являются этническими.
В народно-сценическом танце профессиональное искусство эстетизирует фольклор, приукрашивает его (а иногда, намеренно огрубляет), в целом, — усложняет, модифицирует. Танцовщики и хореографы стремятся показать своё мастерство, привлечь внимание публики сюжетными сценическими композициями. Для творчества профессиональных ансамблей народного танца характерна сценическая обработка — создание новых художественных произведений на основе традиционных танцев, которые не основываются целиком на фольклорном материале и не являются подлинниками народного искусства.

## История
Характерные особенности общеславянской культуры начали формироваться в далёком прошлом, это касается песен, танцев, одежды и даже причёски. Первые танцы возникли как проявление эмоциональных впечатлений от окружающего мира. Танцевальные движения развивались также и вследствие имитации движений животных, птиц, а позднее — жестов, отражавшие определённые трудовые процессы (например, некоторые хороводы). Первоначальный танец, как и песня, выполнял магическую роль, поэтому среди календарно-обрядовых танцев сохранилось больше всего архаичных черт.

## Танцы народов мира
- Польский народный танец
- Хорватский народный танец[англ.]

### Русский танец
Русские танцы являются неотъемлемой частью русской национальной культуры.
Известный исследователь фольклора народов России Якоб Штелин в XVIII веке писал:

Во всем государстве среди простого народа издавна существует обычай петь на полях и под пение девушек и женщин танцевать русские танцы. … Во всем танцевальном искусстве Европы не сыскать такого танца, который мог бы превзойти русскую деревенскую пляску, если она исполняется красивой девушкой-подростком или молодой женщиной, и никакой другой национальный танец в мире не сравнится по привлекательности с этой пляской.
Движения в некоторых танцах имитировали движения животных и птиц, в других — отражали трудовые процессы (посев, жатва, ткачество). Первоначальный танец, как и песня, выполнял магическую роль, поэтому в календарно-обрядовых танцах сохранилось много архаичных черт.
Связь русского народного танца с обрядами была характерна для многих хороводов и некоторых видов пляски. Одиночная пляска, перепляс и кадриль не были связаны с обрядами.
Русский народный танец в зависимости от местностях исполняется по-своему. На Севере — степенно, величаво. В Центральной части — то спокойно и лирично, то живо и весело. На Юге — задорно, с удалью. Вместе с тем существуют и общие черты русского народного танца, обусловленные в немалой степени национальным характером народа. Мужской танец отличают необыкновенная жизнерадостность, юмор, размах, уважительное отношение к партнерам. Для женского танца характерны плавность, задушевность, женственность, благородство, несмотря на то, что иногда он исполняется живо и задорно.

### Украинский танец

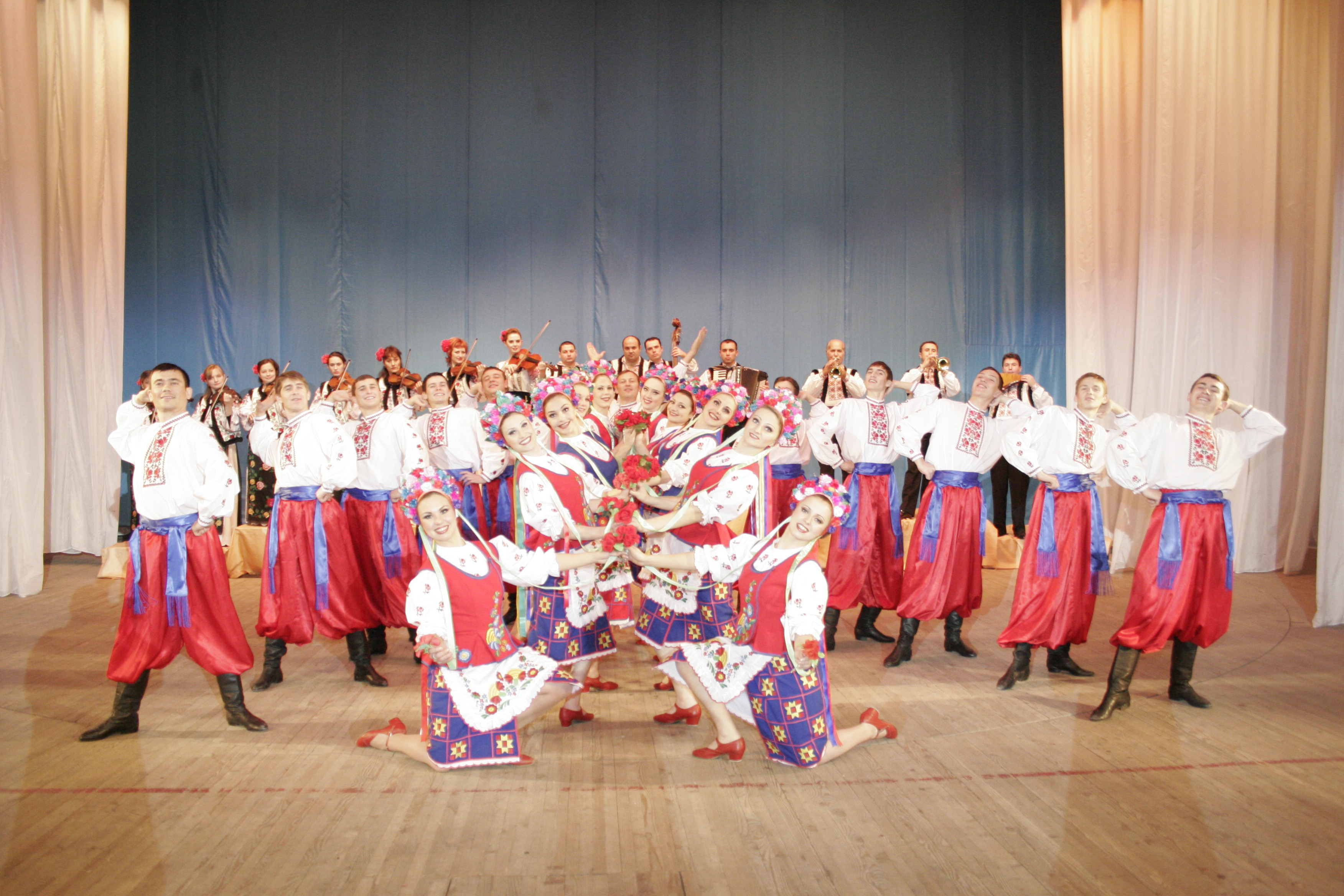
Сценический украинский танец в исполнении ПГАТиНМ «Виорика»

Специфика жизни древних восточнославянских племён — древлян, дреговичей, вятичей, северян, волынян, белых хорватов, бужан и других — служили за основу самобытного, оригинального, хореографического искусства украинского народа. Все обряды, магические обращения, заклинания и т. п. напрямую зависели и были органически связаны с земледелием и анималистическим культом.
Танцевальные движения характерны для «Гопака», «Казачка», «Метелицы», составляют основу танцев Центральной Украины, определяют главные национальные черты украинской народной хореографии, если посмотреть украинские хороводы и сюжетные танцы, легко заметить, что среди этих произведений являются одноимённые произведения. Все украинские народные танцы, которые сохранились в художественном быту народа, выполняют под музыкальное сопровождение. Украинский народ создал своё самобытное, оригинальное хореографическое искусство, которое занимает одно из ведущих мест в мировой духовной культуре.

### Белорусский танец
На протяжении длительного времени белорусский танец был малоизвестен даже на родине и редко выходил за пределы деревни. В появлении и популяризации белорусских народных танцев на сценических площадках не только Белоруссии, но и за её пределами большая заслуга труппы Игната Буйницкого — талантливого самородка, создавшего в 1907 г. белорусский народный театр, в котором сам Буйницкий принимал участие как режиссёр, актёр и танцор. В концертах исполнялись народные песни, произведения белорусских поэтов и танцы под аккомпанемент традиционной «траістай» музыки — скрипки, цимбал и дуды. В сценической интерпретации народных танцев И. Буйницкий почти не отходил от фольклорной основы.
Белорусская национальная хореография сохранила богатое творческое наследие прошлого. Наиболее популярны белорусские народные танцы — «Лявониха», «Крыжачок», «Юрачка», «Полька-Янка», «Чарот», «Таукачыкi», «Чобаты», «Лянок», «Кола», «Бульба», «Ручнікi», «Млынок», «Касцы», «Козачка», «Мяцеліца», «Мікiта», «Дударыкi», «Бычок», «Казыры».
Особенность белорусского танца динамичность и жизнерадостность, эмоциональность и коллективный характер исполнения. В настоящее время белорусский народный танец представлен профессиональными танцевальными коллективами, самые известные из которых — Государственный ансамбль танца Беларуси, ансамбль «Хорошки», «Лявониха».

## Народно-сценический танец
Народно-сценический танец — симбиоз профессионального классического, народного бытового танца и самобытных фольклорных источников. В России этот самостоятельный вид хореографической деятельности появился в XX веке после появления ряда ансамблей народного танца.